# دی‌متیل سولفیت
دی‌متیل سولفیت (به انگلیسی: Dimethyl sulfite) با فرمول شیمیایی C2H6O3S یک ترکیب شیمیایی با شناسه پاب‌کم 69223 است. که جرم مولی آن 110.088 g/mol می‌باشد. شکل ظاهری این ترکیب، مایع شفاف است.